# Aglyptodactylus madagascariensis
Espèce
Synonymes
- Limnodytes madagascariensis Duméril, 1853
- Mantidactylus purpureus Ahl, 1929 "1928"

Statut de conservation UICN

 LC  : Préoccupation mineure
Aglyptodactylus madagascariensis est une espèce d'amphibiens de la famille des Mantellidae.

## Répartition
Cette espèce est endémique du Nord et de l'Est de Madagascar. Elle est présente du niveau de la mer jusqu'à 2 000 m d'altitude,.

## Étymologie
Son nom d'espèce, composé de madagascar(i) et du suffixe latin -ensis, « qui vit dans, qui habite », lui a été donné en référence au lieu de sa découverte, Madagascar.

## Publication originale
- Duméril, 1853 : Mémoire sur les Batraciens anoures de la famille des Hylaeformes ou Rainettes, comprenant la description d'un genre nouveau et de onze espèces nouvelles. Annales Des Sciences Naturelles, sér. 3, vol. 19, p. 135-179 (texte intégral).